# Lista postaci Sagi Vorkosiganów
Lista fikcyjnych postaci z Sagi Vorkosiganów, cyklu powieści fantastycznonaukowych amerykańskiej pisarki Lois McMaster Bujold.

## Miles Naismith Vorkosigan
Główny bohater Sagi. Z urodzenia arystokrata z planety Barrayar, tytularny Lord Vorkosigan, syn księcia Arala Vorkosigana i Cordelii z domu Naismith. Oprócz oficjalnego życia, ma także drugą twarz – jest samozwańczym admirałem kosmicznej armii najemników, zwanej "Flotą Dendarii". Godzi te dwa oblicza, będąc oficjalnie agentem barrayarskiego wywiadu.

## Cordelia Naismith
Matka Milesa. Początkowo kapitan betańskiego zwiadu naukowego, potem Lady Vorkosigan, w końcu księżna Vorkosigan. 
Urodzona na Kolonii Beta, małym, lecz wysoko zaawansowanym technicznie i bardzo liberalnym pod względem moralności świecie, robi umiarkowaną karierę w zwiadzie naukowym. Spotkanie barrayarskiego arystokraty i oficera Arala Vorkosigana podczas jednej z ekspedycji, całkowicie zmienia jej mało emocjonujące życie. Cordelia zakochuje się w Aralu, potem biorą ślub i para zamieszkuje na Barrayarze. Lordowi i lady Vorkosiganom nie jest dane przeżyć spokojne życie. Aral po śmierci cesarza Vorbarry zostaje regentem cesarstwa, musi rządzić cała planetą, a potem stłumić wojnę domową. Wskutek tego również życie prywatne Cordelii nie przebiega gładko. Będąc w ciąży zostaje zaatakowana toksycznym gazem przez zamachowca, co doprowadza do uszkodzenia płodu. Potem musi znaleźć porwany w trakcie wojny domowej replikator, w którym rośnie jej syn. Z kolei po urodzeniu się Milesa musi walczyć z barrayarskimi przesądami dotyczącymi kalekiego dziecka, nawet z ojcem własnego męża.
Cordelia Naismith występuje jako główna bohaterka w dwóch pierwszych powieściach cyklu – Strzępach honoru i Barrayarze. W późniejszych powieściach pojawia się incydentalnie. Wraca w jednej z ostatnich powieści sagi - Gentleman Jole and the Red Queen, kiedy jest wdową po Aralu, tytularną wicekrólową Sergyaru, planety na której spotkała swego przyszłego męża.

## Aral Vorkosigan
Mąż Cordelii, ojciec Milesa. Arystokrata z planety Barrayar, początkowo lord, potem książę. Admirał tamtejszej floty, następnie regent nieletniego cesarza i premier. W końcu tytularny wicekról Sergyaru, planety na której spotkał swoją przyszłą żonę.
Urodzony na planecie Barrayar, świecie gdzie panują relacje wasalne. Będąc arystokratą (Vorem) robi karierę w wojskowości, choć nie pomaga mu w tym wrodzona uczciwość i niewyparzony język. Jako dziecko przeżywa wojnę domową, podczas której ginie prawie cała jego rodzina. W czasach burzliwej młodości doprowadza do śmierci swojej niewiernej żony, kompromitując ją i zabijając w pojedynku jej kochanka. Dominacja policji politycznej sprawia, że Aral stopniowo jest spychany na podrzędne stanowiska. Aby przywrócić pokój i demokrację w ojczyźnie, wraz z umierającym starym cesarzem, planuje gigantyczny spisek, mający usunąć intrygantów i zakończyć wielostronną wojnę. W czasie tej operacji spotyka betańską oficer Cordelię Naismith, co całkowicie zmienia jego życie osobiste. Aral zakochuje się w Cordelii, potem biorą ślub i para zamieszkuje na Barrayarze. Lordowi i lady Vorkosiganom nie jest dane przeżyć spokojnie życia. Aral po pozytywnym zakończeniu przemian rządowych i śmierci starego cesarza zostaje regentem cesarstwa, musi rządzić całą planetą, a potem stłumić kolejną wojnę domową. Po urodzeniu się Milesa, Aral musi walczyć z barrayarskimi przesądami dotyczącymi kalekiego dziecka, nawet z własnym ojcem.
Aral Vorkosigan występuje jako główny bohater w dwóch pierwszych powieściach cyklu – Strzępach honoru i Barrayar. W późniejszych powieściach pojawia się incydentalnie.

## Mark Pierre Vorkosigan
Klon głównego bohatera sagi – Milesa. Został stworzony przez Ser Galena, żeby podmienić Milesa i zabić jego ojca oraz cesarza Gregora. Miles jednak potraktował go jak brata, nadał mu imię i przekonał go do pomocy w swoim planie. Po czym Mark zostaje zostawiony sam sobie z dużą sumą pieniędzy. Postać ta pojawia się po raz pierwszy w powieściach Towarzysze broni i Lustrzany taniec oraz w dalszych niewydanych jeszcze w Polsce tomach.

## Ivan Vorpatril
Kuzyn Milesa Vorkosigana, współbohater części powieści cyklu. Jest Vorem i absolwentem akademii wojskowej, przed zakończeniem służby osiągnął stopień kapitana. Większość służby spędził w służbie dyplomatycznej oraz na pracy w Sztabie Generalnym Imperium Barrayar. Lojalny wobec kuzyna staje się, najczęściej niechętnie, uczestnikiem jego operacji wywiadowczych.

## Pozostali bohaterowie
- Sierżant Konstantine Bothari,
- Piotr Vorkosigan,
- Elena Bothari-Jesek,
- Elli Quinn,
- Cesarz Greg Vorbarra,
- Simon Illyan,
- Klement „Kou” Koudelka,
- Ludmiła Droushnakov,
- Ekaterin Vorsoisson,
- Taura,
- Admirał Jole.